# Liste der Staatsoberhäupter 55 v. Chr.
Übersicht
◄◄ | ◄ | 59 v. Chr. | 58 v. Chr. | 57 v. Chr. | 56 v. Chr. | Liste der Staatsoberhäupter 55 v. Chr. | 54 v. Chr. | 53 v. Chr. | 52 v. Chr. | 51 v. Chr. | ► | ►►

Weitere Ereignisse

## Afrika
- Ägypten
  - Königin: Berenike IV. (58–55 v. Chr.)
  - König: Ptolemaios XII. (55–51 v. Chr.)

- Massylier
  - König: Juba I. (60–46 v. Chr.)

## Asien
- Armenien
  - König: Tigranes II. (95–55 v. Chr.)
  - König: Artavasdes II. (55–34 v. Chr.)

- Charakene
  - König: Tiraios II. (79/78–49/48 v. Chr.)

- China
  - Kaiser: Han Xuandi (74–49 v. Chr.)

- Iberien (Kartlien)
  - König: Bartom (63–30 v. Chr.)

- Indien
  - Indo-Griechisches Reich
    - König: Hippostratos (65–50 v. Chr.)

  - Indo-Skythisches Königreich
    - König: Azilises (57–35 v. Chr.)

  - Shatavahana
    - König: Skandhasvati II. (56–46 v. Chr.)

- Japan (Legendäre Kaiser)
  - Kaiser: Sujin (97–30 v. Chr.)

- Judäa
  - König: Johannes Hyrkanos II. (63–40 v. Chr.)

- Kappadokien
  - König: Ariobarzanes II. (62–51 v. Chr.)

- Kommagene
  - König: Antiochos I. (69–38 v. Chr.)

- Korea
  - Dongbuyeo
    - König: Haeburu (86–48 v. Chr.)

  - Silla
    - König: Bak Hyeokgeose Geoseogan (57 v. Chr.–4)

- Nabataea
  - König: Malichus I. (59–28 v. Chr.)

- Osrhoene
  - König: Abgar II. (68–52 v. Chr.)

- Partherreich
  - Schah (Großkönig): Mithridates IV. (57–55 v. Chr.)
  - Großkönig: Orodes II. (55–38 v. Chr.)

- Pontos
  - unter römischer Herrschaft (63–47 v. Chr.)

## Europa
- Bosporanisches Reich
  - König: Pharnakes II. (63–47 v. Chr.)

- Britannien
  - Atrebaten
    - König von Atrebates: Commius (57–20 v. Chr.)

- Odrysisches Königreich
  - König: Cotys VI. (57–48 v. Chr.)

- Römisches Reich
  - Konsul: Gnaeus Pompeius Magnus (55 v. Chr.)
  - Konsul: Marcus Licinius Crassus (55 v. Chr.)